# Muang Sing
Muang Sing (laotisch ເມືອງສີງ, auch Müang Sing geschrieben) ist eine Stadt in der Provinz Luang Namtha im Norden von  Laos, etwa 14 Kilometer von der Grenze zu China entfernt. Der Ort liegt in einer etwa 700 Meter hohen Talebene inmitten von hohen Bergen am Fluss Nam Sing und wurde nachweisbar seit 1792 besiedelt. Ab 1885 war er die Hauptstadt eines Müang (Fürstentum) der Tai Lü. In den 1890er-Jahren stießen hier die Kolonialansprüche Frankreichs und Großbritanniens zusammen. 1916 wurde es in das französische Kolonialreich eingegliedert.

## Bevölkerung

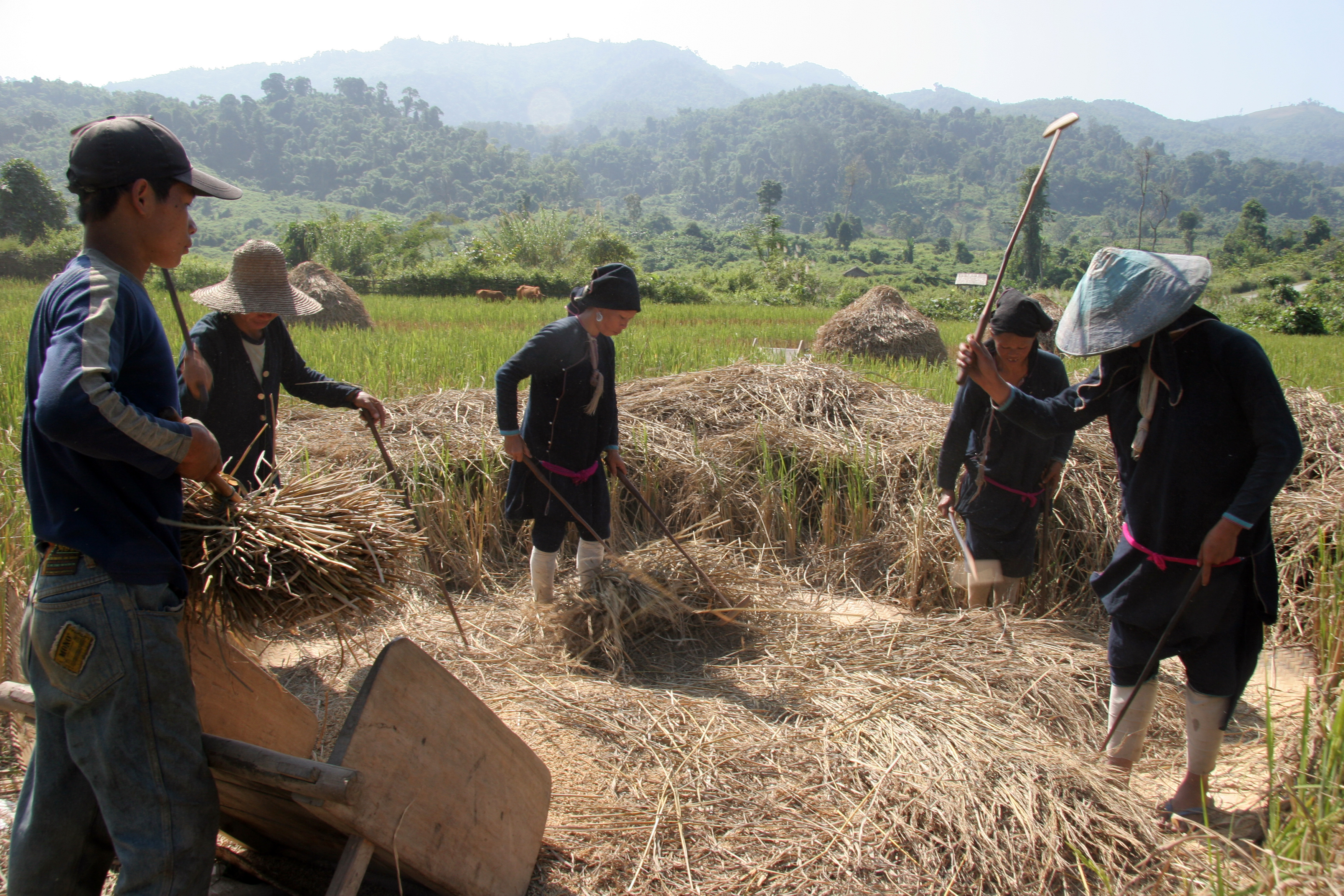
Bewohner von Muang Sing bei der Reisernte

Die erste nachweisbare Bevölkerung von Muang Sing bildeten Tai Lü, die Anhänger von Chao Surintha, der Witwe des verstorbenen Herrschers über Chiang Khaeng, waren und sie und ihren Sohn Chao Saengsi hierher begleiteten. Chao Surintha ließ hier 1792 eine große Stupa (That) errichten. Zu Beginn des 19. Jahrhunderts deportierte das damalige Müang (Fürstentum) Nan einen Großteil der Einwohner von Muang Sing und anderer Herrschaftsgebiete im Norden von Laos nach Chiang Kham, wo sie Fronarbeit verrichten mussten. Infolgedessen blieb die Talebene für mehrere Jahrzehnte praktisch unbewohnt und nur vereinzelte Gruppen der aus dem Osten eingewanderten „Bergvölker“ verblieben.
In den 1870er Jahren ließ der Herrscher von Chiang Khaeng einzelne Bewohner seines Herrschaftsgebietes in der Talebene ansiedeln und die Naturvorkommen an Holz und anderem ausbeuten. Dies stieß auf den erbosten Widerstand des Herrschers von Nan, Chao Ananta Worarittidet, der den Abzug der Fremden aus dem von ihm beanspruchten Gebiet durchsetzte. Bereits 1880 kann aber ein erneuter Versuch von Chiang Khaeng nachgewiesen werden, als man sich von dem birmanischen Ava lösen wollte und nach einer besser zu verteidigenden Hauptstadt umsah. 1887 wurden etwa 1000 Bewohner von Chiang Khaeng nach Muang Sing umgesiedelt.
Infolge der Siedlungspolitik der Franzosen stieg die Bevölkerung seit dem Beginn des 20. Jahrhunderts. Sie besteht heute aus Akha, Tai Lü, Tai Nüa, Yao, Thai, Hmong (Lao Sung) und Khmu (Lao Thoeng). 1992 gab es etwa 200 Haushalte.

## Siedlungsgeschichte
Die erste Siedlung befand sich etwa 5 Kilometer südwestlich des heutigen Muang Sing bei Ban Nam Dai. Innerhalb einer Generation entstand eine zweite Siedlung mit einem Wall, die „Stadt“ genannt wurde: Wiang Fa Ya.
Auf einem der südlich gelegenen Gipfel wurde daraufhin die große Pagode Phra That Siang Thuem errichtet.

## Bauten
Im Norden der Stadt Muang Sing errichtete man 1884 den Wat Hua Khua, die eigentliche neue Stadt Muang Sing war 1887 soweit fertiggestellt, dass Siedler aufgenommen werden konnten. Die Stadt war schachbrettartig mit acht quadratischen Feldern angelegt. Die Abstände zwischen den Quadraten waren unterschiedlich breit. Insgesamt hat die Stadt etwa 800 Meter Seitenlänge und eine Fläche von rund 65 ha.
Für 1890 sind 121 Häuser gezählt worden, die von einem Tempel, dem Wat Luang, der innerhalb des schützenden Erdwalls im Südosten lag, versorgt wurden. Nach 1896 errichteten die Franzosen ein Fort und stationierten Truppen. Eine befestigte Straße ging von Muang Sing bis an die chinesische Grenze. An dieser Straße ließen sie bei Muang Sing einen Markt aufstellen, der zum wirtschaftlichen Zentrum der Stadt wurde.
Muang Sing besaß noch mindestens bis in die 1920er-Jahre einen aus Holz errichteten Palast, der ein sehr hohes schräges Dach aufwies.

## Politische Geschichte
Muang Sing war seit seiner Gründung durch Lü-Herrscher von Chiang Khaeng von den Birmanen abhängig und lieferte, wie Chiang Kheang, über lange Jahre jährlichen Tribut in die birmanische Hauptstadt Ava. Nach der dunklen Zeit birmanischer Wirren, löste sich Chiang Khaeng von Ava und errichtete 1885 mit Muang Sing eine neue Hauptstadt, die gegen etwaige birmanische Vergeltungsangriffe besser zu verteidigen war. Beim Umzug der Hauptstadt wanderte auch deren Name mit und in vielen Dokumenten der folgenden Zeit wurde Muang Sing als Chiang Khaeng bezeichnet.
Gleichzeitig beanspruchte aber auch das Müang Nan in Nordthailand die Herrschaft über dieses Gebiet. Durch eine Militäraktion setzte Nan den territorialen Anspruch 1889 durch. Wie Nan war Muang Sing ab 1890 Vasall des siamesischen Königs Chulalongkorn (Rama V.). 1895/96 ging Muang Sing im Kolonialreich Französisch-Indochina auf, dessen Kolonialherr Siam militärisch unter Druck gesetzt und für die Abtretung großer Gebiete am östlichen Ufer des Mekong gesorgt hatte. Die Franzosen waren nicht gerne gesehen, weshalb zwischen 1907 und 1911 Konflikte ausbrachen und der Herrscher von Muang Sing in das benachbarte, ebenfalls von Tai Lü beherrschte Müang Chiang Hung im südchinesischen Gebiet Sipsongpanna fliehen musste. Die Franzosen setzten ihn 1916 ab und unterstellten Muang Sing direkt ihrer Kolonialverwaltung.
1946 überfiel die Kuomintang von China aus Muang Sing und zerstörte teilweise den Markt. 1954 verließen die Franzosen Laos vollständig.